# 丸亀市立城西小学校
丸亀市立城西小学校（まるがめしりつ じょうせいしょうがっこう）は、香川県丸亀市六番丁にある公立小学校。

## 概要

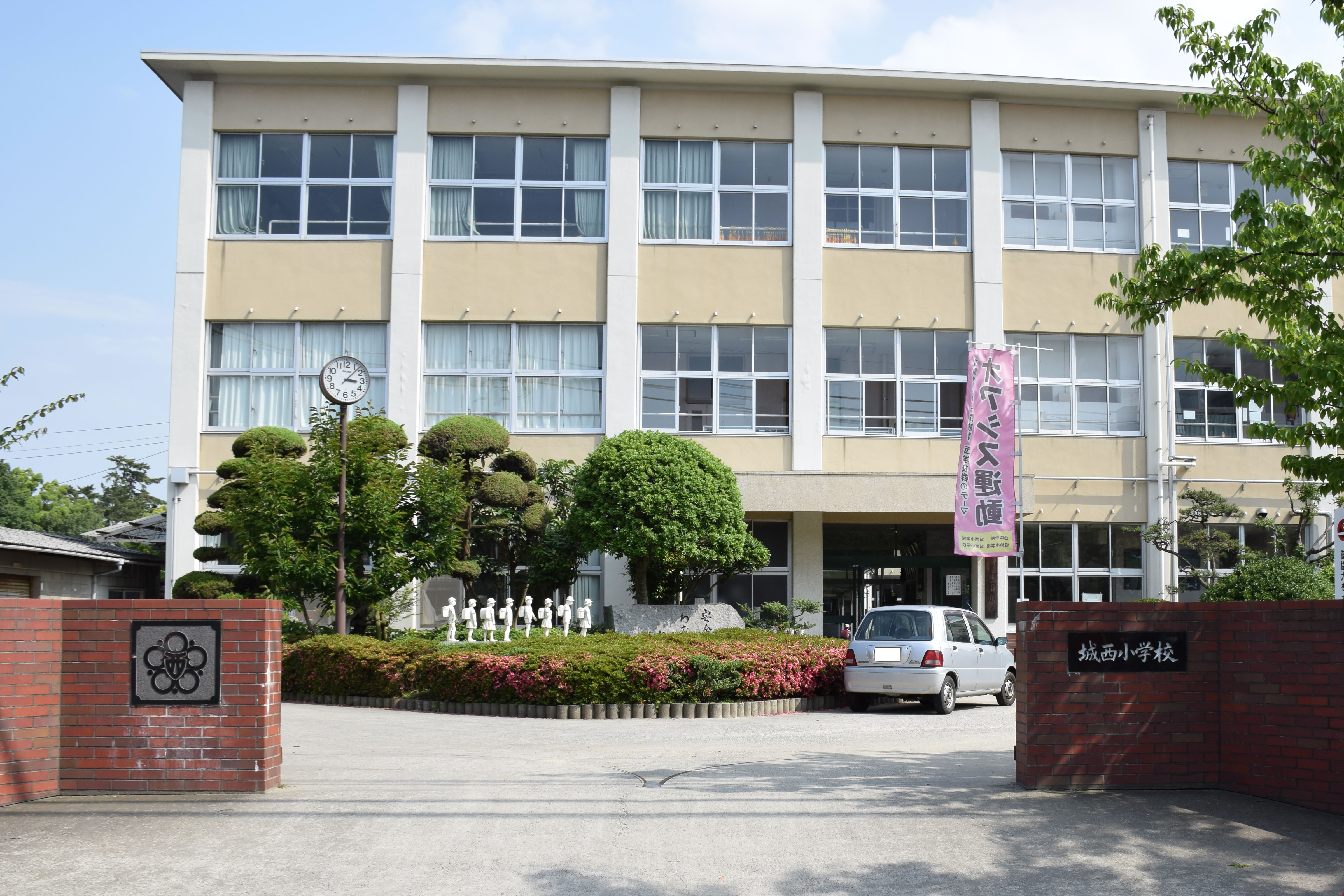
旧校舎

丸亀城西側に位置する小学校である。

## 歴史

### 沿革
- 1901年（明治34年）
  - 9月1日[1] - 丸亀市立丸亀尋常小学校から分離される形で、丸亀市立城西尋常小学校が創立。元の小学校は丸亀市立城北尋常小学校となる[2]。
  - 12月1日 - 開校式挙行[1]。
- 1941年（昭和16年）
  - 4月 - 国民学校令により、丸亀市立城西国民学校と改称。
  - 11月22日 - 創立40周年記念式を挙行し、校訓碑「至誠一貫」が完成[1]。
- 1947年（昭和22年） - 学制改革により、丸亀市立城西小学校と改称。
- 1951年（昭和26年）11月2日 - 創立50周年記念式典挙行し、記念行事開催[1]。
- 1981年（昭和56年）12月1日 - 「城西小学校史・80年のあゆみ」発刊[1]。
- 1986年（昭和61年）4月16日 - 水生動植物飼育池ができた[1]。
- 1987年（昭和62年）3月3日 - ふるさと学習「丸亀城」を発刊[1]。
- 2001年（平成13年）12月1日 - 創立100周年記念式典挙行[1]。
- 2014年（平成26年） - 校舎棟と屋内運動場建築[3]。
- 2015年（平成27年） - プール棟建築[3]。

## 通学区域
城西町一丁目、城西町二丁目、中府町一丁目、中府町二丁目、中府町三丁目、中府町四丁目の一部、中府町五丁目の一部、六番丁、七番丁、八番丁、九番丁、十番丁、本町、浜町、富屋町、塩飽町、城南町、大手町二丁目、大手町三丁目、城東町一丁目、城東町二丁目、山北町の一部、津森町の一部、土器町西八丁目の一部、一番丁。

## 進学先中学校
- 丸亀市立西中学校
- 丸亀市立東中学校

## アクセス
- 琴参バス琴平線・丸亀市コミュニティバス「城西小学校前」停留所下車後、
  - 丸亀駅前発のりばから、徒歩約45m・約1分。
  - 丸亀駅前行のりばから、徒歩約170m・約3分。
    - 丸亀駅前行のりばから校地西側の門まで、直前距離では約30mほどだが、バス停付近に横断歩道がなく、南にある歩道橋に廻る必要があるため、大きく遠廻りとなる。
- JR四国予讃線丸亀駅から、
  - 徒歩約750m・約11分。
  - 上述の琴参バス琴平線・丸亀市コミュニティバスに乗車し、「城西小学校前」停留所下車後、徒歩。

## 学校周辺
- 丸亀城 - 堀をはさんで、東側に隣接。
- 香川県道33号高松善通寺線 - 校地西側を通る。
- 香川県道21号丸亀詫間豊浜線 - 校地北側を通る。
- 丸亀郵便局 - 県道21号線をはさんで、敷地が隣接。
- 丸亀法務総合庁舎
  - 高松地方裁判所丸亀支部
- 丸亀労働基準監督署
- 高松法務局丸亀支局
- 丸亀市立西中学校 - 進学先中学校のひとつ。
- 香川県立丸亀高等学校

## 著名な出身者
- 本広克行（映画監督）
- 磯崎仁彦（参議院議員）